# Ведь Марина Віталіївна
Мари́на Віта́ліївна Ведь (9 травня 1961, Харків — 2021, Харків) — український вчений-хімік, доктор технічних наук, професор.

## Життєпис
Освіта — Харківський політехнічний інститут.
Кар'єра в ХПІ: інженер, науковий співробітник, старший науковий співробітник кафедри технічної електрохімії, доцент (1995), професор кафедри загальної та неорганічної хімії.
Науково-дослідні роботи науковиці були, зокрема, спрямовані на розвиток і підвищення боєздатності Збройних сил України.
Працювала над проривним науковим напрямком — наноматеріалознавство. Саме цю тематику викладала як запрошений професор у 2016 р. у Казахському національному університеті імені Аль-Фарабі (м. Алмати).
Брала участь від України в діяльності робочої групи з електрохімічної інженерії Європейської федерації хімічної інженерії. Рецензент журналів «Corrosion Science», «Surface and Coating Technology».

## Творчий доробок
800 науково-педагогічних праць: понад 350 статей, 12 підручників, 13 монографій, 90 авторських свідоцтв і патентів.
Підготувала п'ять кандидатів наук і одного доктора наук.

## Нагороди та відзнаки
- Грамота Верховної Ради України (2018).
- Почесна грамота Харківської обласної державної адміністрації.
- Національна премія України імені Бориса Патона[1][2]